# Neastacilla monoseta
Neastacilla monoseta is een pissebed uit de familie Arcturidae. De wetenschappelijke naam van de soort is voor het eerst geldig gepubliceerd in 1949 door Guiler.